# Głożyny (Radlin)

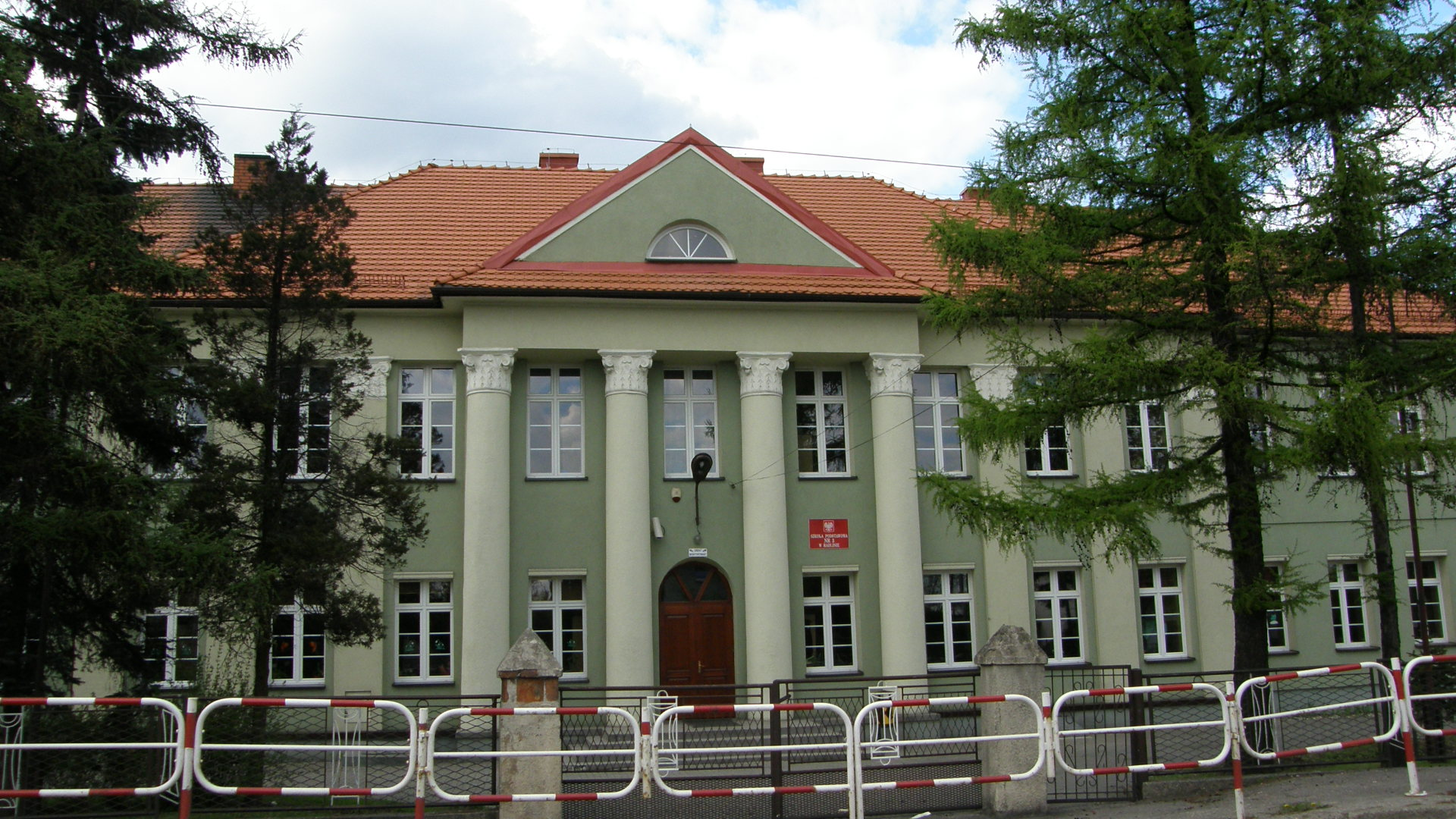
Szkoła podstawowa nr 3

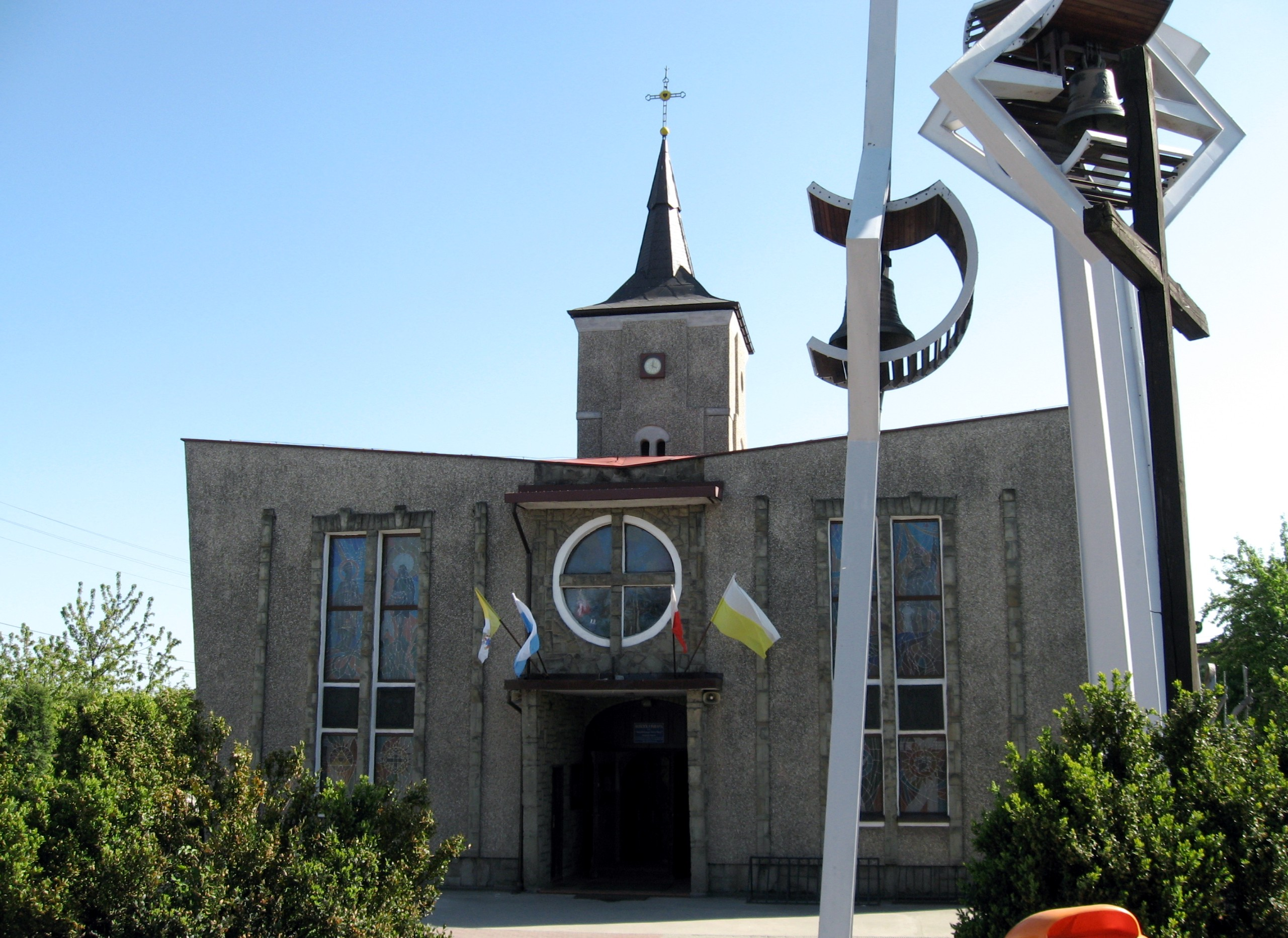
Kościół i Parafia pw. Niepokalanego Serca Maryi w Głożynach

Głożyny (niem. Glasin) –  zachodnia część miasta Radlin, położona w pobliżu granicy z Rydułtowami, Pszowem i Wodzisławiem Śląskim.

## Historia
Głożyny podobnie jak Obszary, były folwarkiem należącym do Radlina Dolnego (część obecnego Radlina II) i od średniowiecza wchodziły w skład Wodzisławskiego Państwa Stanowego. Aż do 1945 były kolonią w gminie jednostkowej Radlin; w 1871 roku Colonie Glasin liczyła 255 mieszkańców. 
W czasie wojny obronnej we wrześniu 1939 roku miejsce starcia z wojskami niemieckimi, tzw. Bój w Głożynach.
W latach 1945–1950 należały do zbiorowej gminy Radlin, w 1954 w gromadzie Radlin, 1954–75 w mieście Radlin, 1975–96 w mieście Wodzisław Śląski. W 1997 po pozostaniu historycznego Radlina (Radlin II) w granicach Wodzisławia, Obszary wraz z Biertułtowami i Obszarami utworzyły miasto Radlin.

## Religia
Na Głożynach działalność prowadzi parafia pw. Niepokalanego Serca Maryi.